# Маркиз де Когольюдо

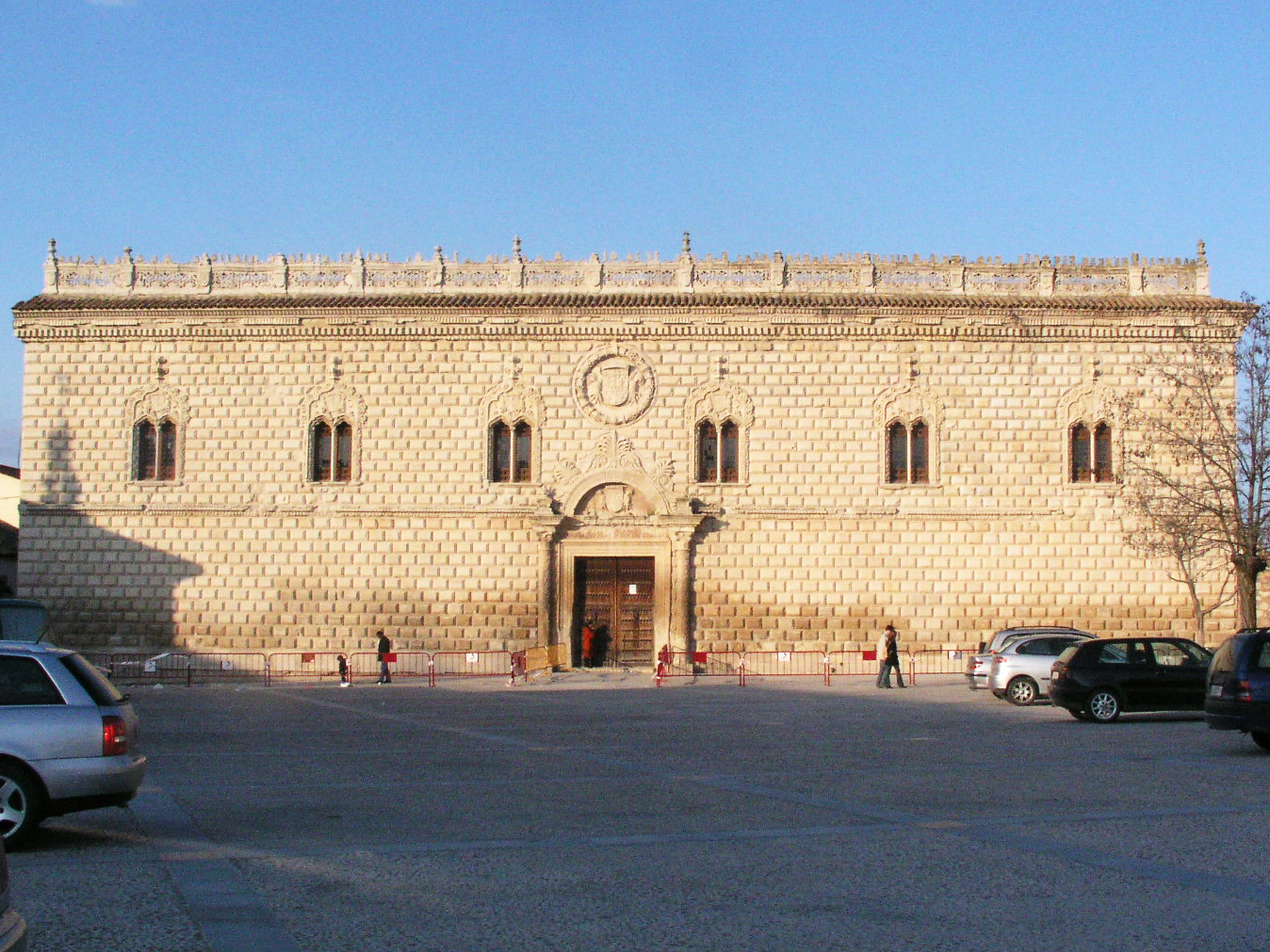
Дворец герцогов де Мединасели в Когольюдо (провинция Гвадалахара)

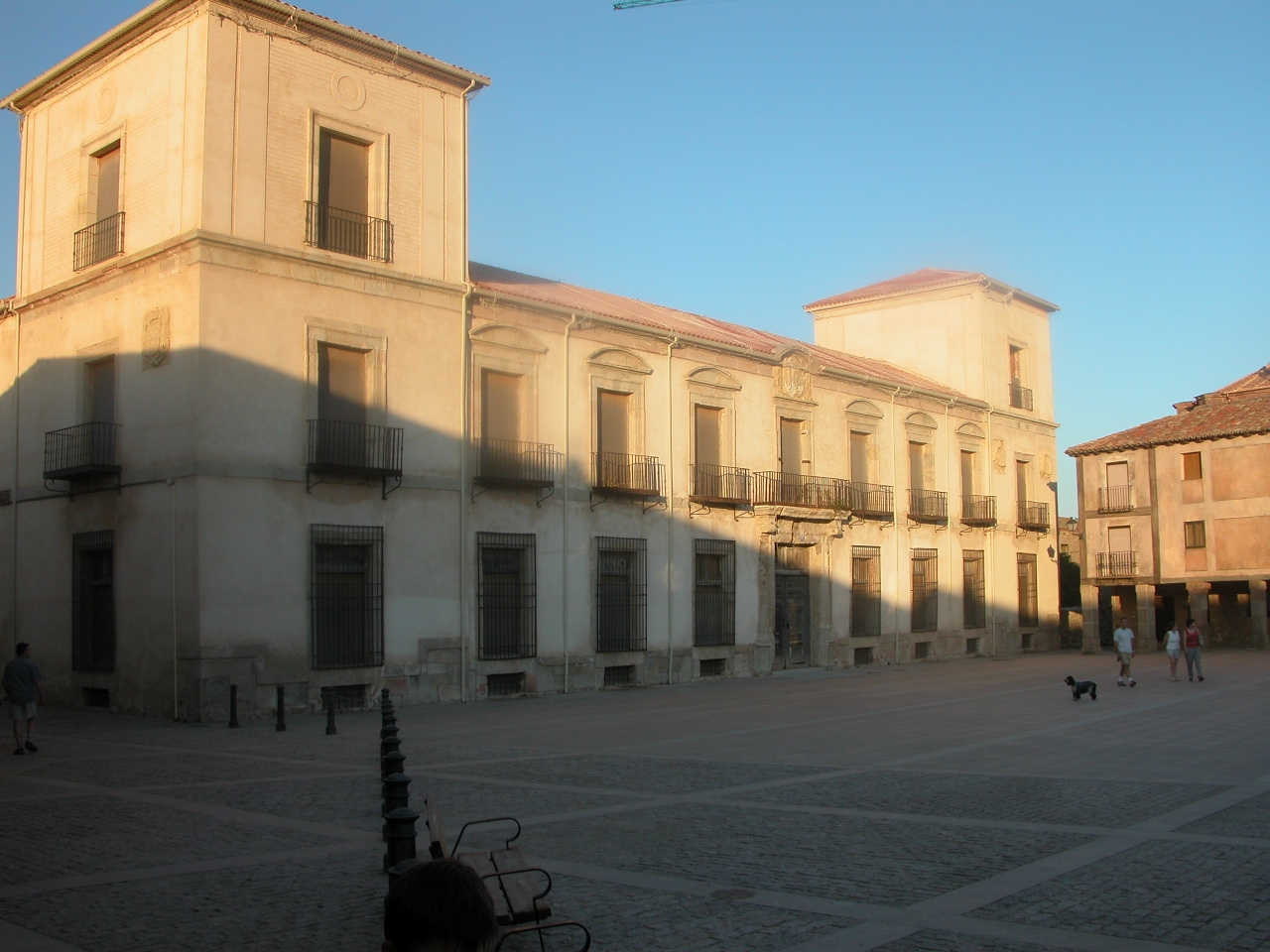
Дворец герцогов де Мединасели и маркизов де Когольюдо в Мединасели, провинция Сория

Герб муниципалитета Когольюдо, провинция Гвадалахара, автономное сообщество Кастилия-Ла-Манча

Маркиз де Когольюдо — испанский дворянский титул. Он был создан в 1530 году королем Испании Карлом V для Луиса де ла Серды и Португаля (1503—1536).
Названия титула происходит от названия муниципалитета Когольюдо, провинция Гвадалахара, автономное сообщество Кастилия-Ла-Манча.
Титул маркизов де Когольюдо традиционно носили наследники дома герцогов де Мединасели.

## Сеньоры де Когольюдо
- Луис де ла Серда (? — 1447), 3-й граф де Мединасели, 1-й сеньор де Когольюдо (1438—1447), сын Гастона де Беарне и де ла Серды, 2-го графа де Мединасели (1371—1404), и Менсии де Мендосы (? — 1411)
- Гастон де ла Серда (? — 1454), 4-й граф де Мединасели, 2-й сеньор де Когольюдо (1447—1454), сын предыдущего и Хуаны Сармьенто, 3-й сеньоры де Энсисо (? — 1435)
- Луис де ла Серда (ок. 1442—1501), 1-й герцог де Мединасели, 3-й сеньор де Когольюдо (1454—1501), сын предыдущего и Леонор де ла Вега и Мендоса
- Хуан де ла Серда (1485—1544), 2-й герцог де Мединасели, 4-й сеньор де Когольюдо (1501—1530), сын предыдущего и Каталины Вике де Орехон «Каталины дель Пуэрто»

## Маркизы де Когольюдо
|                                          | Титул | Период                                   |
| Креация создана королем Испании Карлом V | Креация создана королем Испании Карлом V | Креация создана королем Испании Карлом V |
| ---------------------------------------- | --- | ---------------------------------------- |
| 1-й                                      | Луис де ла Серда и Португаль (1503—1536), сын Хуана де ла Серды, 2-го герцога де Мединасели (1485—1544), и его первой жены, Менсии Мануэль де Брагансы и Нороньи (1480—1504)                                 | 1530—1536                                |
| 2-й                                      | Гастон де ла Серда и Португаль (1504—1552), младший брат предыдущего | 1536—1544                                |
| 3-й                                      | Хуан де ла Серда и Сильва (1514—1575), старший сын Хуана де ла Серды, 2-го герцога де Мединасели (1485—1544), и его второй жены, Марии де Сильвы и Толедо (1494—1544)                                        | 1544—1552                                |
| 4-й                                      | Хуан де ла Серда и Португаль (1544—1594), старший сын предыдущего и Хуаны Мануэль де Нороньи (1520—1568) | 1552—1575                                |
| 5-й                                      | Хуан Луис де ла Серда и Арагон (1569—1607), сын Хуана Луиса де ла Серды, 5-го герцога де Мединасели (1544—1594), и Исабель де Арагон (? — 1578)                                                              | 1575—1594                                |
| 6-й                                      | Антонио Хуан де ла Серда и Давила (1607—1671), сын предыдущего и Антонии де Толедо Давилы и Колонны (ок. 1591—1625)                                                                                          | 1607—1637                                |
| 7-й                                      | Хуан Франсиско де ла Серда и Энрикес де Рибера (1637—1691), сын предыдущего и Анны Марии Луизы Энрикес де Риберы Портокаррео и Карденас, 5-й герцогини де Алькала-де-лос-Гасулес (1613—1645)                 | 1637—1671                                |
| 8-й                                      | Луис Франсиско де ла Серда и Арагон (1660—1711), сын предыдущего и Каталины Антонии де Арагон Фольк Кардоны и Кордовы, 9-го герцогини де Сегорбе (1635—1697)                                                 | 1671—1711                                |
| 9-й                                      | Луис Антонио Фернандес де Кордова и Спинола (1704—1768), старший сын Николаса Фернандеса де Кордовы и де ла Серды, 10-го герцога де Мединасели (1682—1739), и Херонимы Марии Спинолы де ла Серды (1687—1757) | 1711—1739                                |
| 10-й                                     | Педро де Алькантара Фернандес де Кордова и Монкада (1730—1789), сын предыдущего и Марии Терезы де Монкада и Бенавидес, 7-й маркизы де Айтона (1707—1756)                                                     | 1739—1768                                |
| 11-й                                     | Луис Мария Фернандес де Кордова и Гонзага (1749—1806), старший сын предыдущего и Марии Франсиски Хавьеры Гонзага и Караччиоло (1731—1757)                                                                    | 1768—1789                                |
| 12-й                                     | Луис Хоакин Фернандес де Кордова и Бенавидес (1780—1840), старший сын предыдущего и Хоакины Марии де Бенавидес и Пачеко, 3-й герцогини де Сантистебан-дель-Пуэрто (1746—1805)                                | 1789—1813                                |
| 13-й                                     | Луис Томас Фернандес де Кордова и Понсе де Леон (1813—1873), старший сын предыдущего и Марии де ла Консепсьон Понсе де Леон и Карвахаль (1783—1856)                                                          | 1813—1851                                |
| 14-й                                     | Луис Мария Фернандес де Кордова и Перес де Баррадас (1851—1879), старший сын предыдущего и Анхелы Аполонии Перес де Баррадас и Бернуй, 1-й герцогини де Дения и Тарифа (1827—1903)                           | 1851—1879                                |
| 15-й                                     | Луис Хесус Фернандес де Кордова и Салаберт (1880—1956), единственный сын предыдущего и Касильды Ремигии де Салаберт и Артеага, 9-й маркизы де ла Торресилья (1858—1936)                                      | 1880—1956                                |
| 16-й                                     | Луис де Мединас и Фернандес де Кордова (1941—2011), старший сын Виктории Евгении Фернандес де Кордовы, 18-й герцогини де Мединасели (1917—2013), и Рафаэла де Медины и Вильялонги (1905—1992)                | 1956—2011                                |
| 17-я                                     | Виктория Франсиска де Медина Конради (род. 1986), старшая дочь предыдущего и Мерседес Конради Рамирес (род. 1955)                                                                                            | 2011 — настоящее время                   |